# Intelligent Falling
Intelligent Falling (IF) ist neben Unintelligent Design eine satirische Antwort auf die Debatte um Intelligent Design und somit dem Oberbegriff der Religionsparodie zuzuordnen.
Die Theorie des Intelligent Falling basiert auf der Grundannahme, dass Objekte nicht aufgrund von Gravitationskräften am Boden gehalten, sondern vielmehr von einer „höheren Intelligenz“ zu Boden gedrückt werden. Die Argumente, die diese These stützen, sind denen ähnlich, die auch die Vertreter des Intelligent Design benutzen, um durchzusetzen, dass an amerikanischen Schulen Intelligent Design anstelle oder zumindest neben der Evolutionstheorie gelehrt werde.

## Hintergrund
Die satirische Transferleistung besteht hier darin, nicht Darwins Evolutionstheorie, sondern Newtons Gravitationslehre anzuzweifeln. Die Übertragung der unwissenschaftlichen Argumente gegen eine der bekanntesten naturwissenschaftlichen Lehren (Darwin) auf eine andere ebenso bekannte (Newton) soll das religiös-fundamentalistische Hadern mit den Erkenntnissen der Naturwissenschaft ironisch karikieren und in eine Traditionslinie mit der im 17. Jahrhundert geführten Debatte um eine weitere bekannte naturwissenschaftliche Lehre, das kopernikanische Weltbild und die seinetwegen gegen Galilei geführten Prozesse, stellen.
Erstmals erwähnt wurde das Konzept des Intelligent Falling in einem am 16. Mai 2005 veröffentlichten Comic von D. C. Simpson mit dem Namen Teaching Gravity. Kurz danach präsentierte Josh Rosenau eine ausgearbeitete Version in seinem Blog Thoughts from Kansas.
Wie schon bei der Theorie des Fliegenden Spaghettimonsters verbreitete sich der neue Ansatz – der ironisch auf die Versuche der Kreationisten hinweist, die Evolutionstheorie aus den amerikanischen Schulen zu verdrängen und gegen die eigene, fundamentalistische und bibelnahe Sichtweise auszutauschen – sehr schnell auf einschlägigen Seiten wie The Onion oder in diversen Blogs.

## Inspiration
Im Folgenden wird eine Übersetzung von Josh Rosenaus Artikel Inspiration wiedergegeben :
| Es ist nur eine Theorie – auf den Schultern eines gewaltigen Fehlers Man betrachte den folgenden Auszug aus einem Brief, den Isaac Newton 1692 an Reverend Dr. Richard Bentley schrieb, in dem er einige der Implikationen seines Gravitationsgesetzes beschreibt. „Auf Ihre zweite Anfrage antworte ich, dass die Bewegungen der Planeten heute nicht allein natürliche Ursachen haben können, sondern von einem intelligenten Agenten festgelegt wurden. Denn da Kometen in die Region unserer Planeten ziehen und sich hier auf jede erdenkliche Weise bewegen, mal mit und mal entgegen unseren Planeten, mal in seltsamen Bahnen, die in allen möglichen Winkeln zur Ekliptik geneigt sind, ist es offensichtlich, dass es keine natürliche Ursache gibt, welche alle primären und sekundären Planeten in derselben Art und ohne nennenswerte Abweichung sich bewegen lässt. Dies muss die Auswirkung von Überlegung sein.“ Ich habe darüber eine Weile nachgedacht, und ich denke es ist an der Zeit, über meine Theorie des Intelligent Falling zu sprechen. Als ich erfahren habe, dass die Wissenschaft nicht die Bewegung von drei Objekten gleichzeitig erklären kann, regte mich dies an, das Newtonistische Dogma der „Schwerkraft“ zu hinterfragen. Sicher, Newtons „Gesetze“ können die Bewegung zweier Objekte erklären, aber Newtonisten können nicht erklären, wie ein drittes Objekt diese Bewegung beeinflussen würde. Newtonismus wäre großartig, wenn es nur zwei Objekte gäbe. Doch Newton kann nicht einmal dieses eine Objekt erklären: die Pioneer-Raumsonde. Newtonismus wäre großartig, wenn es die Pioneer-Anomalie erklären könnte. Natürlich können Newtonisten behaupten, die Bahnen von Planeten und dergleichen vorhersagen zu können, aber wenn sie nichtmal die Bewegungen dreier Objekte vorhersagen können, ist dies offensichtlich gelogen. Hinterher können sie erklären, warum sie sich geirrt haben, aber knapp daneben ist auch vorbei. Hat ein Newtonist jemals das Neuauftauchen eines Kometen vorausgesagt? Newtonismus wäre großartig, wenn er erklären könnte, woher die Planeten kommen. Newtonismus wäre großartig, wenn er erklären könnte, woher die Schwerkraft kommt. Newtonismus wäre großartig, wenn man wüsste, was Schwerkraft ist. Es gibt viele kleine „wenns“ im Newtonismus, und viel Diskussion über „Schwerkraft“. Ich denke, diese vielen kleinen „if“s („wenn“s) summieren sich zu einem großen IF auf: Intelligent Falling. IF vertritt die Ansicht, dass die Bewegungen der Planeten und Sterne um die Erde zu komplex sind, um nur durch natürliche Prozesse erklärt werden zu können. Es muss einen Schieber geben. Wenn ein Mensch den Weg entlanggeht und plötzlich hinfällt, kann man erwarten, dass dies passiert ist, weil er geschubst worden ist. Ich glaube, dass Engel die Planeten anschieben, und den Fall von Objekten aufeinander kontrollieren. Wenn dies wahr ist, gibt es keinen Grund, unsere Kinder den unbiblischen Irrtum zu lehren, die Erde bewege sich um die Sonne. Wenn der Schieber will, dass die Sonne sich bewegt, gibt es keinen Grund, warum sie es nicht können sollte. Der Newtonismus ist in der Krise, und man sollte unsere Kinder die Kontroverse lehren. Wenn die Newtonisten nicht erklären können, was Schwerkraft ist, warum sollte man dann nicht den oben genannten Ausspruch ihres „Heiligen“ annehmen und akzeptieren, dass Intelligent Falling die einzig glaubhafte Erklärung für das Universum ist. |

## Analogien zum Intelligent Design
Da IF direkt als Satire auf Intelligent Design entwickelt wurde, weist es neben argumentativen Analogien auch Ähnlichkeiten in der Widerlegbarkeit auf:
Wie die Theorie des Intelligent Design ist auch IF durch wissenschaftliche Experimente nicht zu widerlegen. Denn ID oder IF treffen keine abweichenden empirischen Vorhersagen. Eine Vielzahl von Experimenten sowie die Alltagserfahrung bestätigen aber die Evolutionstheorie und die Newtonsche Mechanik. Trotzdem besteht prinzipiell bei physikalischen Theorien stets die Möglichkeit, dass sie überholt werden, z. B. als Grenzfälle einer empirisch schärferen Theorie behandelt werden können. Der gegenwärtige Stand der Physik enthält auch noch zahlreiche Erklärungslücken. Die unvollständige Erklärung der Gravitationskraft ist dabei ein besonders wichtiges Beispiel (siehe Weltformel). Solche Erklärungslücken bieten Ansatzpunkte für Theorien abseits der etablierten Lehren.
Im Evangelium des Fliegenden Spaghettimonsters wird behauptet, dass es alles mit seinen nudeligen Anhängseln zu Boden drückt, diese Kraft wird als Erdanpressung bezeichnet.